# Pastýřova hruška

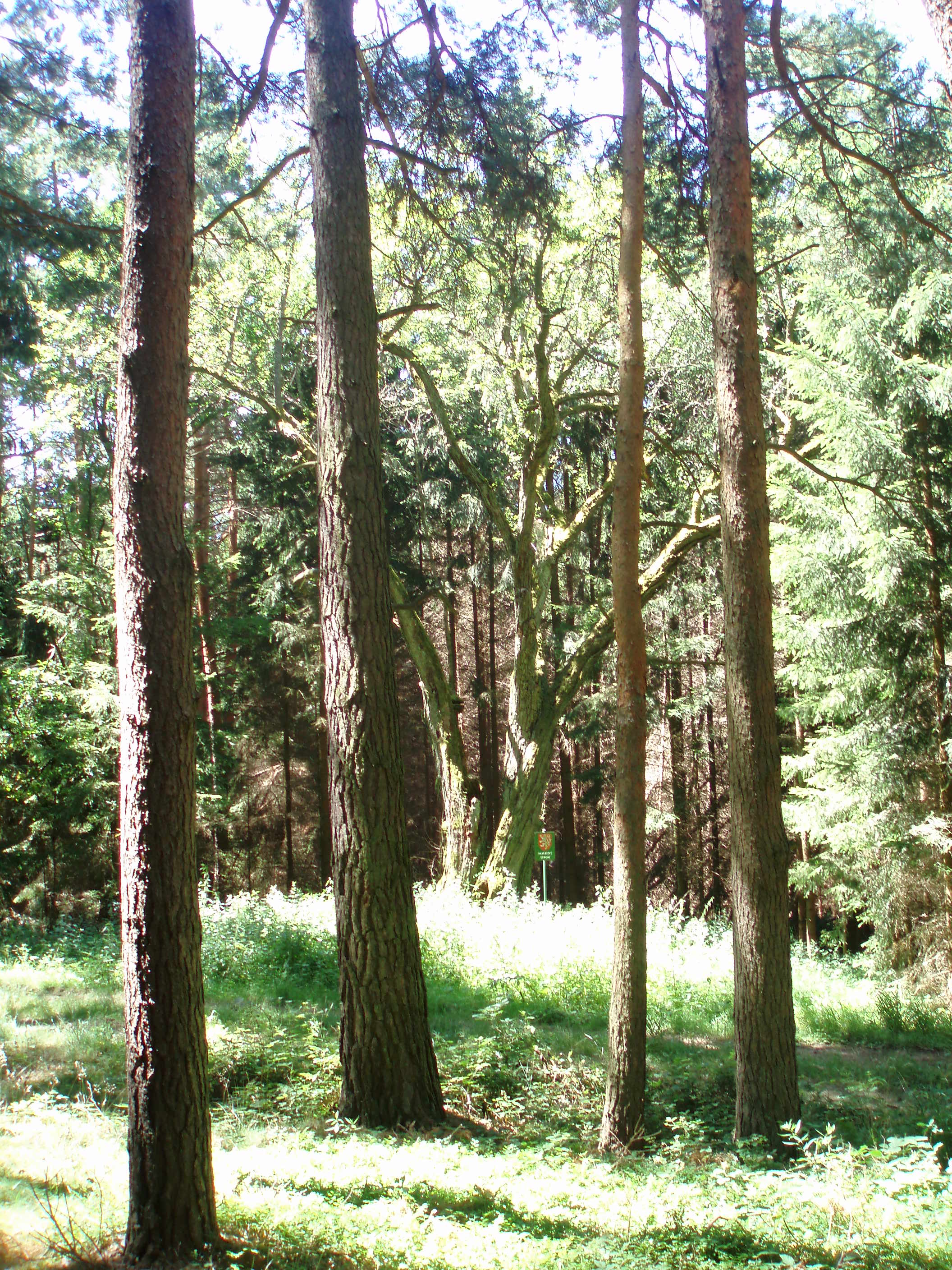
Pastýřova hruška, v roce 2007, nacházející se v lese

Pastýřova hruška je památný strom u obce Únějovice v okrese Domažlice. Přibližně šestisetletá  hrušeň obecná (Pyrus communis) roste v lese Cikánovka jihovýchodně od vsi, v nadmořské výšce 500 m. Obvod jejího kmene je 435 cm a výška stromu dosahuje 17 m (měření roku 2000). Chráněna od roku 1987 pro svůj věk.